# Poi che la ria fortuna à pur voluto
Poi che la ria fortuna à pur voluto è un sonetto di Benuccio da Orvieto, la cui superstite parte iniziale denuncia lamenti di indigenza e richieste di aiuto finanziario, argomenti tipici dei “canterini” trecenteschi.